# Кеберо
Кеберо — двуглавый ручной барабан конической формы, используемый в традиционной музыке Судана, Эфиопии и Эритреи.

## Конструкция и внешний вид
Инструмент изготавливают из выдолбленного конусовидного участка древесного ствола со вставленными вовнутрь небольшими твёрдыми частицами. Оболочка покрыта двумя мембранами из коровьей кожи. Кусочки кожи натянуты на концы инструмента, образуя мембранофон.

## Применение
Более крупные версии кеберо используются в церковной литургической музыке, а более мелкие — при проведении светских мероприятий, таких как свадьба, похороны и т. д., а также пр проведении некоторых обрядов.